# Tenero-Contra
Tenero-Contra est une commune suisse du canton du Tessin.
Le Barrage de Contra se trouve sur son territoire.
La commune est desservie par l'autoroute cantonale A13.

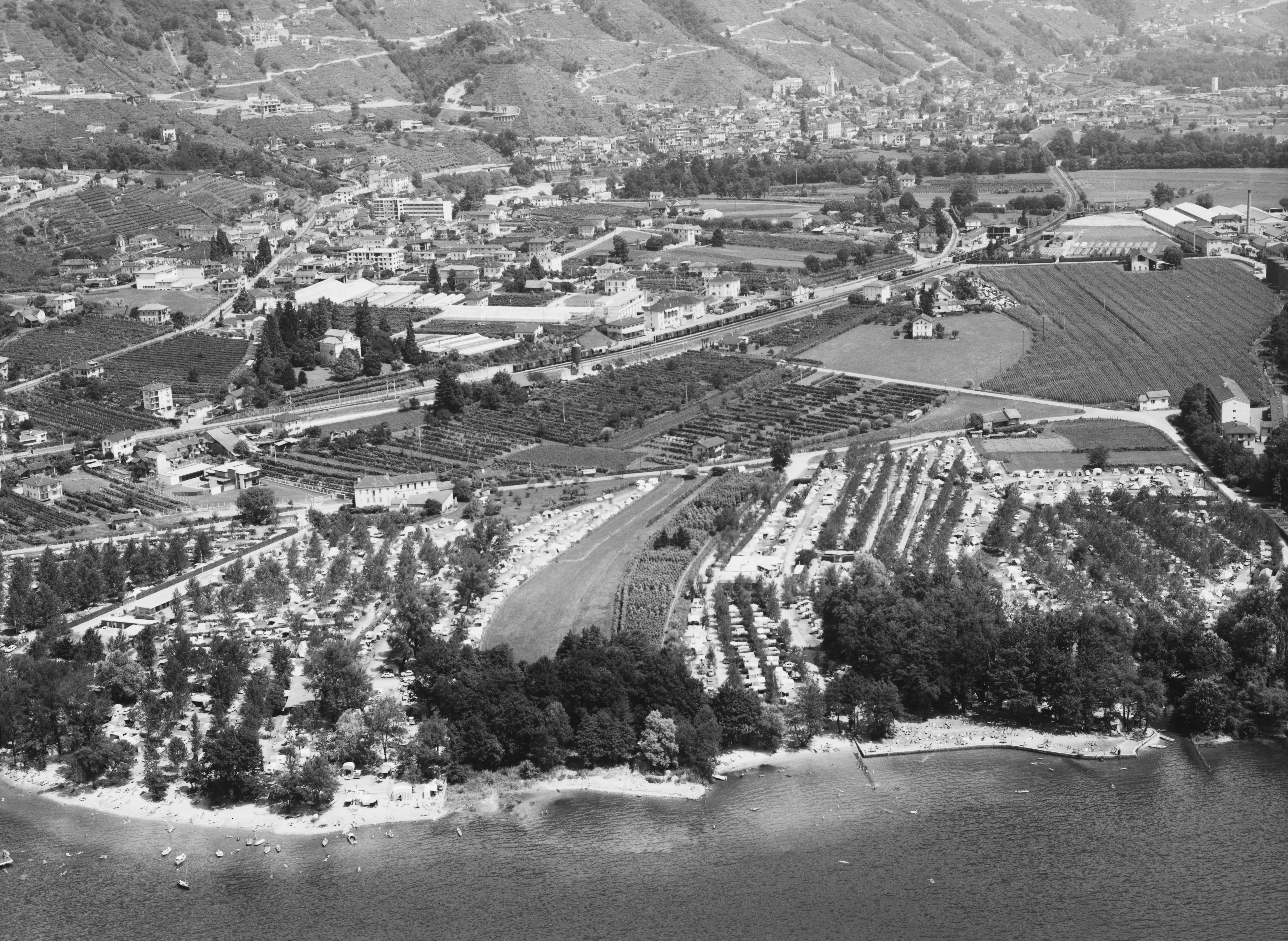
Photo aérienne (1964)